# Zehnfingersystem

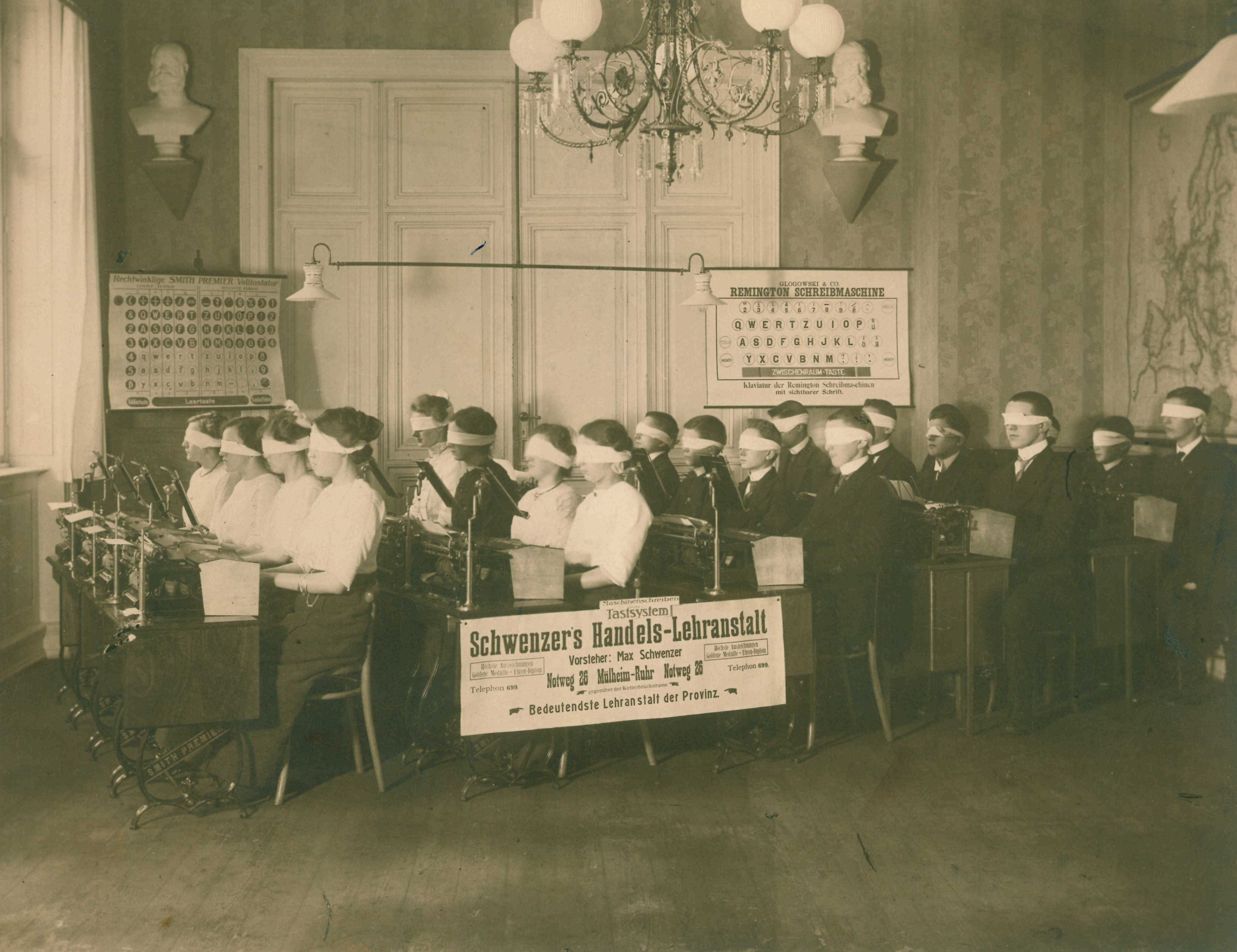
Unterricht im Blindschreiben in einer kaufmännischen Privatschule (1910)

Das Zehnfingersystem ist die am weitesten verbreitete Methode, die zum rationellen Maschinenschreiben (bundesdeutsches und Schweizer Hochdeutsch) bzw. Maschinschreiben (österreichisches Hochdeutsch) bzw. Computerschreiben, also zur Texteingabe mittels Tastatur, verwendet und gelehrt wird. Die praktische Anwendung des Systems, also das Schreiben nach der Methode, wird auch als Blindschreiben, Tastschreiben, Zehn-Finger-Schreiben oder Zehn-Finger-Tastschreiben bezeichnet.

## System

### Geschichte
Ausgehend von der erstmaligen Dokumentation 1888 in den USA begann sich das System bei schnell ansteigender Anerkennung ab den 1890er Jahren weltweit im Unterricht durchzusetzen.

### Grundlegendes Prinzip
Beim Tastschreiben ist jedem der acht Schreibfinger eine Position auf der Tastatur zugeordnet und der Blick bleibt beim Schreiben auf der Vorlage (Bildschirm oder Papier). Die Finger finden „blind“ die richtige Taste. Die Grundstellung der Finger liegt in der mittleren Buchstabenreihe, die Daumen schweben über der Leertaste. Die zum sicheren Erreichen jeder Taste nötigen Fingerbewegungen, die Griffwege, werden durch vornehmlich unbewusstes motorisches Lernen und Üben allmählich erworben (als implizites Wissen). Daher ist die Bezeichnung „Tastschreiben“ (ähnlich wie das englische touch typing) irreführend, denn der Schreibende ertastet nichts auf der Tastatur, allenfalls die Orientierungstasten, das sind bei der in Europa üblichen Standardtastenbelegung die beiden Tasten F und J, die mit einer kleinen Erhebung zur Blindorientierung markiert sind. 

### Unterricht im Zehnfingersystem

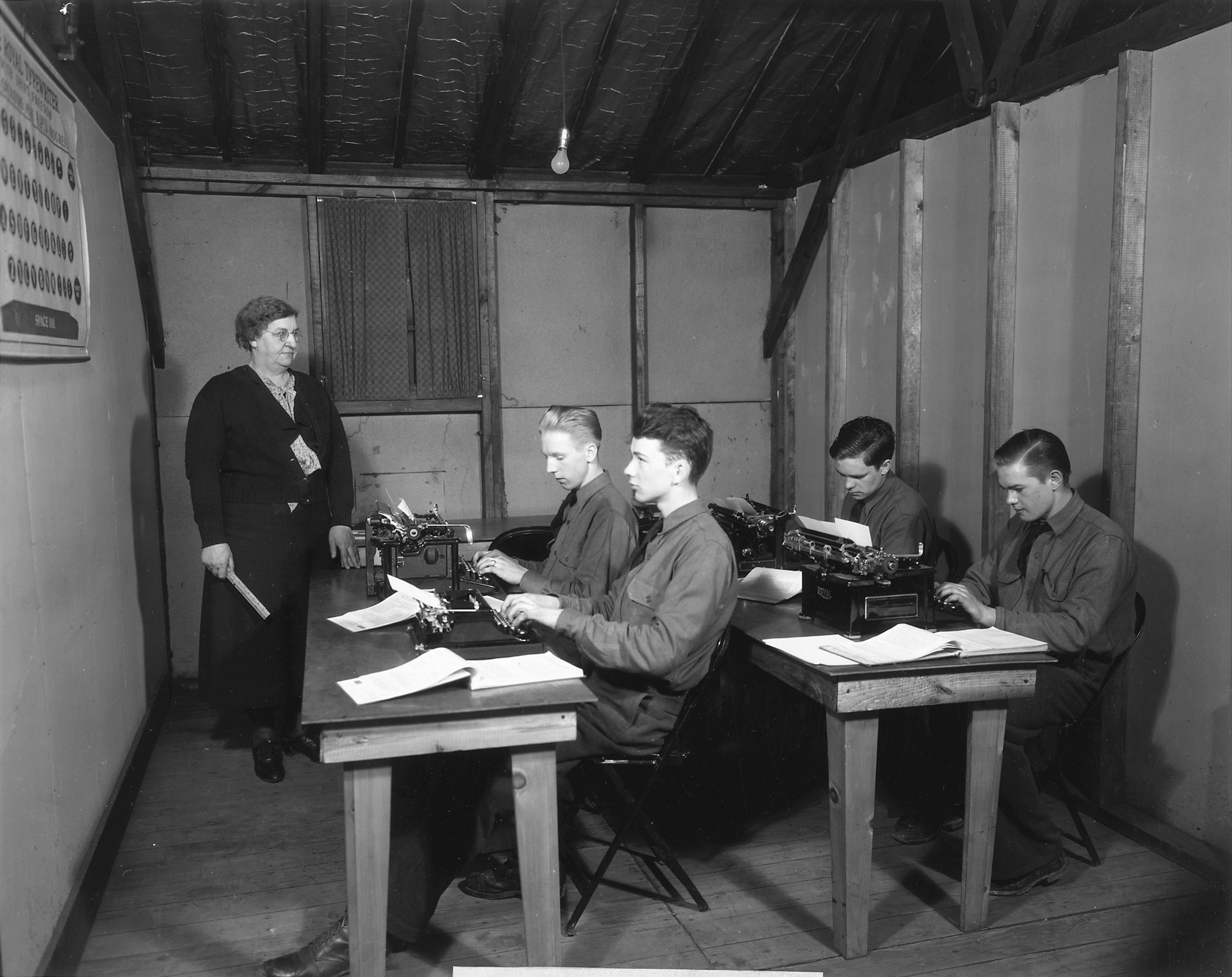
Schreibmaschinenunterricht, WPA 1933 (Schüler in der vorderen Reihe mit vorbildlicher Handhaltung)

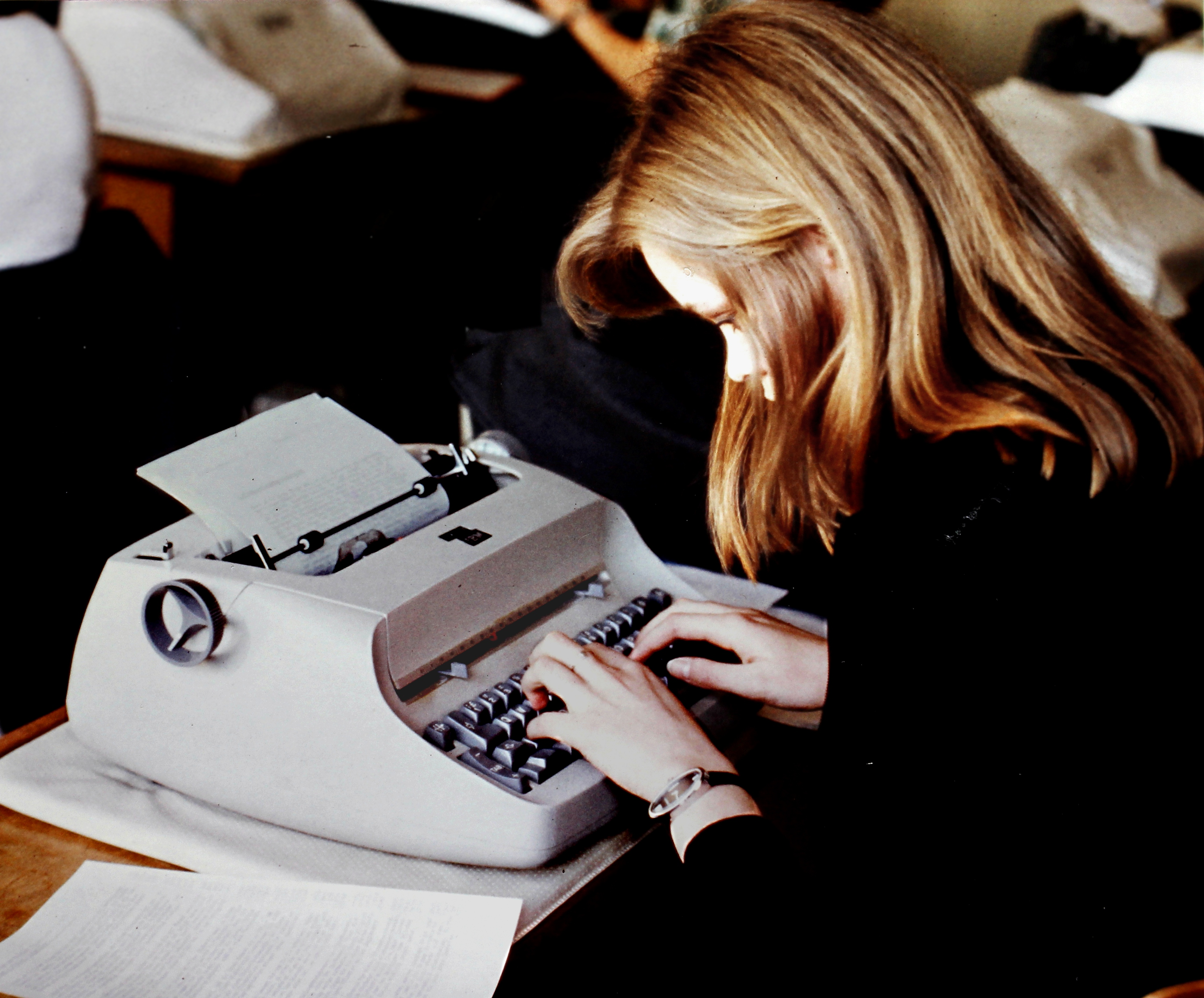
Schülerin beim Schnellschreibtraining mit der IBM 72

Schulunterricht im Tastschreiben gibt es im beruflichen und zum Teil im allgemeinbildenden Bereich (z. B. an bayerischen Mittelschulen, Realschulen und Wirtschaftsschulen). In den letzten Jahren finden auch für Grundschüler Kurse und Arbeitsgemeinschaften im Tastschreiben statt. Es hat sich als ergonomisch sinnvoll und gesundheitsschonend herausgestellt, Kinder bereits zu Beginn ihrer intensiveren Beschäftigung mit Computertastaturen (also ab ca. 9 Jahren) mit der richtigen Beherrschung der Tastatur vertraut zu machen. Diese Erkenntnis geht auch auf US-Forschungen zum amerikanischen Grundschulfach „Keyboarding“ zurück. Das Fach Tastschreiben wird in Deutschland (idealerweise) durch staatlich geprüfte Lehrer der Textverarbeitung oder staatlich geprüfte Lehrer der Informationstechnologie unterrichtet. Erlernt werden kann das Tastschreiben auch an Volkshochschulen, in Vereinen oder mittels verschiedener Software.
Inzwischen wird auch die Mnemotechnik für das Erlernen des 10-Finger-Tastschreibens an öffentlichen Schulen, Volkshochschulen und von anderen Institutionen eingesetzt. Die Mnemotechnik spricht beide Gehirnhälften an. Mit kurzweiligen Wort- und Bildverknüpfungen als Visualisierungen schafft sie Reize, die Lage der einzelnen Tasten angeblich viel schneller und dauerhafter im Gedächtnis zu verankern als herkömmliche Lernmethoden. Zusätzlich zur Mnemotechnik kommen auch Entspannungstechniken zum Einsatz.

## Vergleich

### Vorteile
Gegenüber einer (in sich) unsystematischen Schreibtechnik erlaubt das Zehnfingersystem eine Steigerung der Schreibgeschwindigkeit (Anschläge pro Minute) und eine ergonomisch günstigere Eingabetechnik. Ein weiterer Vorteil ist die Möglichkeit, das Ergebnis auf dem Monitor mitzuverfolgen bzw. beim Abschreiben nicht ständig zwischen Textvorlage und Tastatur hin- und herschauen zu müssen. Eine weitere, wenn auch nicht auf eine spezielle Methode beschränkte, Effizienzsteigerung bedeutet das Erlernen der Tastenkombinationen für die Programmbedienung am Computer, da dann nicht ständig zwischen Maus und Tastatur gewechselt werden muss und die Tastatureingabe weitaus schneller ist als die Bewegung der Maus zu einem präzisen Punkt auf dem Bildschirm.
Allerdings legen neuere Studien angeblich den Schluss nahe, dass sich diese Überlegenheit gegenüber anderen systematischen Techniken relativiert: Dies betrifft Untersuchungen, bei denen gezielt auch diejenigen individuellen Systeme miteinbezogen und untersucht wurden, wie sie sich auch ohne methodische Anleitung unter dem Einfluss von Praxis und motorischen Lernens allmählich herausbilden, ohne dem Anwender selbst bewusst zu sein (vielmehr auch hier als implizites Wissen). Wurden die Ergebnisse unter Berücksichtigung von Alter und Erfahrenheit betrachtet, seien keine relevanten Unterschiede in der Schreibgeschwindigkeit zwischen Nutzern eigener und denen des Zehnfingersystems oder überhaupt in Abhängigkeit von der Anzahl der Finger festzustellen gewesen. Dabei ist nicht berücksichtigt, dass der Wert oder Nutzen des Zehnfingerschreibens keineswegs nur in der eventuell höheren Schreibgeschwindigkeit liegt, sondern vor allem in der geringeren Belastung der Schreiberin oder des Schreibers und der Vermeidung gesundheitlicher Beeinträchtigungen, wie oben bereits dargelegt.

### Abgrenzung
Das gegenteilige Extrem zum Zehnfingersystems wird umgangssprachlich-karikierend Adlersystem („Kreisen und Stechen“) bzw. Adlersuchsystem genannt, da die Finger bei ungeübten Schreibern wie ein Adler über der Tastatur kreisen, bis sie die richtige Taste gefunden haben.
Die Begriffe Blindschreiben und Zehnfingerschreiben sind nicht in jedem Fall dasselbe: Spezialisierte Blindschreibsysteme gibt bzw. gab es auch für Einhandbedienung von Ziffernblocktastaturen (auf der modernen Computertastatur rechts, aber auch bei Rechengeräten), Taschenrechnern und für Handytastaturen und andere Portables. Bei Stenografiermaschinen mit ihren zweimal acht und vier Tasten ruhen acht der zehn Finger immer auf denselben beiden Tasten, sodass es nur für die beiden Daumen Griffwege gibt. Auch für die Bedienung von Grafikprogrammen, wo Tastatur- und Mausbedienung nötig ist, insbesondere aber Grafiktabletts, gibt es auch Einhandtastaturen für Fünffingerblindschreiben.

## Schreibgeschwindigkeit
Die erreichbare Schreibgeschwindigkeit ist von der Trainingszeit sowie der persönlichen Fähigkeit abhängig. Geübte Zehnfingerschreiber erreichen bei einem 10-Minuten-Test 200 bis 400 Anschläge pro Minute. Auf internationalen Wettbewerben werden derzeit bis zu 900 Anschläge pro Minute erreicht. Dabei zählt auch das Anschlagen der Umschalttaste und jeder anderen Taste mit, z. B. Akzente bei französischen Texten. Ausnahme: Bei Weltmeisterschaften sind die Texte seit einiger Zeit in „Zeichen/min“ ausgezählt.

### Wettbewerbe
Im Training können Spitzenschreiber Ergebnisse von mehr als 1200 Anschläge/min leisten. Selbst damit liegt ihre Datenerfassungsrate noch immer deutlich niedriger als die mit der Stenografie erreichbare.
Beim Bundesjugendschreiben (ein jährlich durchgeführter Schreibwettbewerb der Bundesjugend für Computer, Kurzschrift und Medien) können auch körperlich Behinderte teilnehmen. Weltmeisterschaften finden alle zwei Jahre statt und werden von der Intersteno (Internationale Föderation für Informationsverarbeitung) ausgerichtet.

## Praxis

Zuordnung der Tasten zu den einzelnen Fingern bei dem Zehnfingersystem (eine deutsche Belegung wird angenommen)

### Grundhaltung für deutsche Tastatur
- Linke Hand: A, S, D, F
- Rechte Hand: J, K, L, Ö

Auf fast jeder neueren Tastatur ist auf den Tasten F und J (Orientierungstasten) eine kleine Erhebung (ein Fühlpunkt) angebracht, um mit den Zeigefingern die Grundposition zu erfühlen.

### Bedienung der Tasten
- kleiner Finger links: Q A Y < 1 2 ^ Shifttaste links
- Ringfinger links: W S X 3
- Mittelfinger links: E D C 4
- Zeigefinger links: R F V T G B 5 6
- Daumen links: Leertaste

- kleiner Finger rechts: P Ö - Ü Ä ß ´ + # Shifttaste rechts
- Ringfinger rechts: O L . 0
- Mittelfinger rechts: I K , 9
- Zeigefinger rechts: Z H N U J M 7 8
- Daumen rechts: Leertaste

Da die Tasten Steuerung, Alt, Alt Gr sowie Windows und Menu (bzw. command/alt auf Apple-Tastaturen) original nicht auf den Schreibmaschinen vorkamen, gehören sie nicht zum Zehnfingersystem. Sie sind auch im Wesentlichen für die Eingabe der Textdaten nicht erforderlich – und dieses ist der Sinn des Zehnfingersystems. Die Steuerung-Taste kann am bequemsten mit dem kleinen Finger betätigt werden. Die Alt-Tasten sind auf den neueren Windows-PC-Tastaturen (mit den 2 Windowstasten) mit den Daumen gut zu erreichen (was weiterhin den Umstand berücksichtigt, dass die Alt- und AltGr-Taste unterschiedliche Funktionen haben und nicht austauschbar sind).
Die Umschalttaste wird, wenn nötig, immer mit der Hand bedient, die nicht gerade eine Zeichentaste bedient.

### Abwandlungen des Zehnfingersystems
In einigen Ländern (z. B. in den Vereinigten Staaten) wird das Zehnfingersystem etwas anders gelehrt. Der Unterschied betrifft die obere Tastenreihe. Der kleine Finger links bedient die Taste am linken Rand sowie 1, Ringfinger – 2, Mittelfinger – 3, Zeigefinger – 4 und 5. Die Finger der rechten Hand werden für folgende Tasten gebraucht: Zeigefinger – 6 und 7, Mittelfinger – 8, Ringfinger – 9, kleiner Finger – 0 sowie die restlichen Tasten rechts davon. In der Praxis spielt es nur bei der Herstellung (bzw. der Wahl) der sogenannten ergonomischen Tastaturen, wo das Tastenfeld in der Mitte geteilt ist, eine Rolle.
In einer weiteren Variante wird dieses System nur für die rechte Seite, beginnend mit Zeigefinger – 7, benutzt, während die linke Hand wie bei der Basisvariante arbeitet. Bei dieser Variante bewegen sich die Finger gegenüber der Grundhaltung vorrangig nach innen, was manche Nutzer als ergonomischer empfinden.

## Verwandte Entwicklungen

### Alternative Tastaturbelegungen
Die normale QWERTZ-Tastaturbelegung wird teilweise als unergonomisch kritisiert. So liegt gerade die rechte Hand in der Ruheposition auf Tasten für statistisch selten auftretende Buchstaben. Das J tritt beispielsweise nur mit einer Häufigkeit von 0,27 % auf, während die häufigsten Buchstaben E (17,4 %) und N (9,8 %) an vergleichsweise schlechten Positionen liegen. Trotzdem sind Alternativbelegungen nur wenig verbreitet. Am bekanntesten ist das Dvorak-Tastaturlayout. Ein weiteres, das besonders auf die deutsche Sprache hin optimiert ist, ist das Neo-Tastaturlayout.

### Kürzungssysteme
Um die Datenerfassungsrate beim Tastschreiben zu erhöhen, entwickeln die derzeit weltweit führenden tschechischen PC-Schreiber seit etwa 1997 ein Kürzungssystem am Computer. Die Auflösung der Kürzel funktioniert (ebenso wie bei Ersetzungen durch die „Autokorrektur“ von Textverarbeitungsprogrammen) in Echtzeit. Auf dieser Basis können für bestimmte Wörter Abkürzungen (Tastaturkürzel) eingegeben werden, die durch das Textverarbeitungssystem sofort in die Langform umgesetzt werden. Somit liegt die reale Anschlagszahl um einiges niedriger als die nominale. Dieses Verfahren („kürzendes Tastschreiben“) wird – wenn auch noch nicht sonderlich ausgefeilt – in Deutschland ebenfalls von zahlreichen PC-Schreibern angewandt.
Über eine standardisierte Kürzelliste für die häufigsten Wörter wird in der deutschsprachigen Fachwelt erst seit 2004 ausführlicher diskutiert, obwohl die erste Veröffentlichung hierzu schon 1995 erschien (Alfred Waize: „Computer-Kurzschrift“, Schriftenreihe der Forschungsstätte für Textverarbeitung). Die Kürzungstechnik steckt in Deutschland noch in den Anfängen. In Österreich und in Italien, wo die Entwicklung bereits weiter fortgeschritten ist, werden Tastaturkürzel (wie auch in Tschechien) vereinzelt schon an Schulen unterrichtet.